# Croton uruguayensis
Espèce
Croton uruguayensis est une espèce de plantes à fleurs du genre Croton et de la famille des Euphorbiaceae, présente du sud du Brésil au Paraguay.
Il a pour synonymes :
- Croton coelebogyne, Baill., 1863
- Croton gaudichaudii, Baill., 1864
- Croton minutiflorus, Müll.Arg., 1865
- Croton tenuissimus, Baill. ex Müll.Arg., 1864
- Oxydectes gaudichaudii, (Baill.) Kuntze
- Oxydectes tenuissima, (Baill.) Kuntze
- Oxydectes uruguayensis, (Baill.) Kuntze